# آرثر فيلانويفا
آرثر فيلانويفا مواليد 20 يناير 1989 في الفلبين، هو ملاكم محترف فلبيني يصنف ضمن فئة وزن الذبابة.

## إحصائيات
خاض خلال مسيرته 30 نزالا، فاز في 29 ولم يتعادل وخسر في 1. فاز بالضربة القاضية في 15 نزالا.

## روابط خارجية
- آرثر فيلانويفا على موقع بوكس ريك (الإنجليزية) (registration required)